# Sengiin Erdene
Sengiin Erdene (en mongol, Сэнгийн Эрдэнэ Binder, 1929-2000) escritor mongol padre del político Erdeniin Bat-Üül.

## Biografía
Su padre provenía de Buriatia y fue asesinado en las represiones stalinistas de los años 1930. Se graduó en la Escuela de Oficiales Militares en Ulán Bator en 1949 y en la Universidad Nacional de Mongolia en 1955. Antes de consagrarse a la literatura trabajó de psiquiatra. 
Entre sus obras destacan "Amidralyn Toirog", "Bayan Burd", " Zanabazar", "Malyn Kholiin Toos", "Naran Togoruu" y "Khoit Nasandaa Uchirna"; y en tre sus galardones, el Premio estatal de Mongolia en 1965, el Premio de la Unión de Escritores Mongoles en 1976 y el título de Escritor del Pueblo en  1994.
- Datos: Q982609